# Fritjof Gyllenborg
Fritjof Gyllenborg Carlsson, född 29 juli 1922 Fällfors församling, Västerbotten, död 8 november 1996, var en svensk målare.
Gyllenborg studerade vid olika målarskolor i Sverige och utomlands samt under studieresor till Italien och Grekland. Han ställde ut sin konst i bland annat Milano, Rom, Oslo, samt på ett flertal orter i Sverige. Han signerade sina tavlor med Fred Gyllenborg. 